# Pericle, Prinț al Tironului

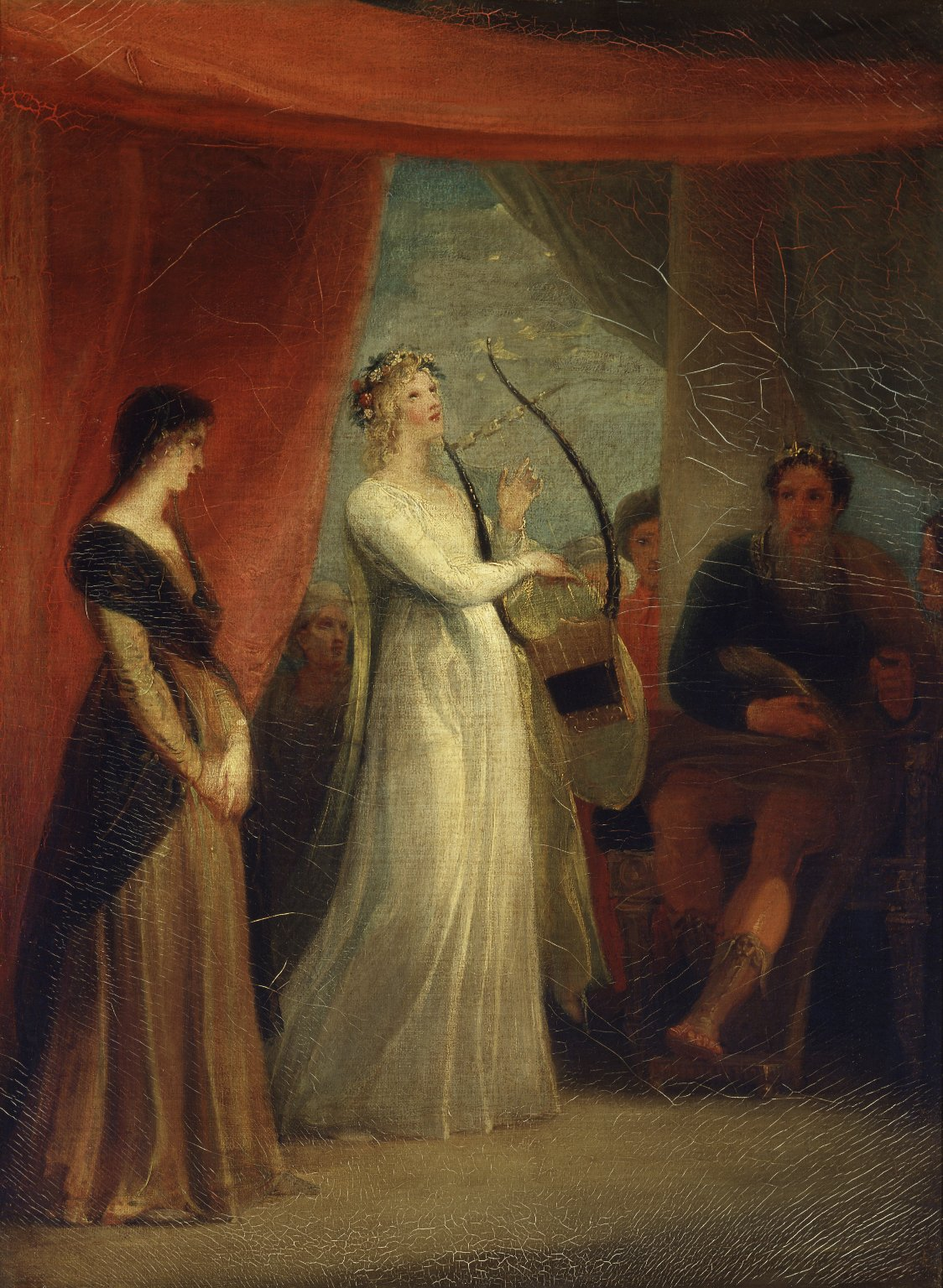
Marina cântând în faţa lui Pericle, imagine de Thomas Stothard, 1825

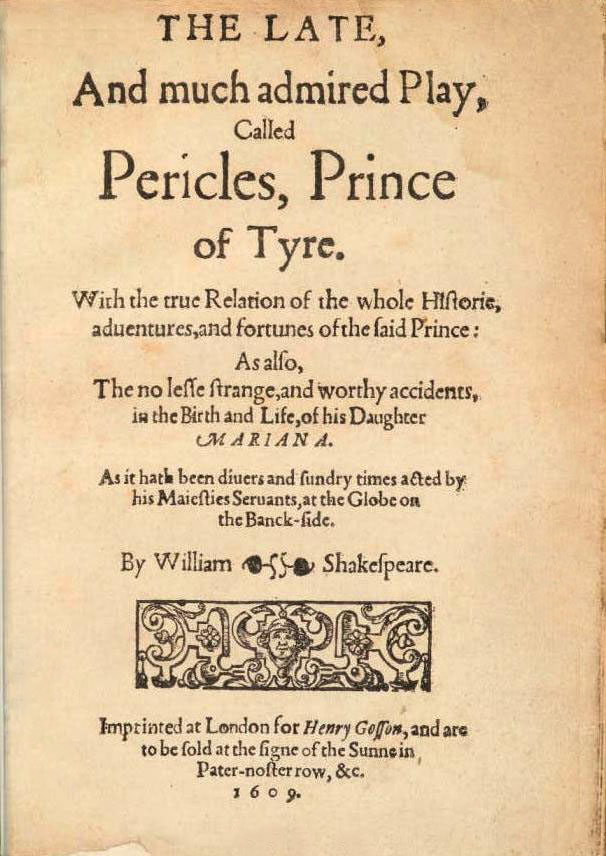
The 1609 quarto edition title page.

 Pericle, Prinț al Tironului  (în original,  Pericles, Prince of Tyre ) este o piesă a erei iacobiene din istoria Angliei, scrisă cel puțin parțial de William Shakespeare, la începutul anilor 1600, cel mai probabil în 1608, care nu a fost inclusă în ediția First Folio din 1623. 
În edițiile moderne ale operelor Marelui Bard piesa este totuși inclusă, în ciuda numeroaselor întrebări legate de autorul/autorii acesteia. Oricum, editorii moderni ai operelor lui William Shakespeare concluzionează, în general, că Shakespeare este responsabil, „matematic,” de exact 827 de linii ale piesei (aproximativ jumătate din aceasta). Chiar, mai exact, Bardul este responsabil de porțiunea principală, care este și cea finală a piesei, cea care urmează după scena a 9-a și care descrie relația dintre Pericle și Marina.
Textele moderne sugerează că primele două acte, mai exact primele 835 de linii ale piesei, care descriu numeroasele călătorii ale lui Pericle, au fost scrise de un colaborator, care ar fi putut fi cunoscutul dramaturg și pamfletar al epocii, George Wilkins.

## Personaje
- Antioch — Regele Antiohiei
- Pericle — Prințul Tirului
- Helicanus și Escanes — doi nobili din Tir
- Simonides — Regele din Pentapolis (probabil grupul de cinci orașe din Cirenaica, conduse de Cirene)
- Cleon — Guvernatorul Tarsos-ului
- Lysimachus (sau Lisimah) — Guvernatorul din Mytilene
- Cerimon  — nobil / lord din Efes
- Thaliard — nobil / lord din Antiohia
- Philemon — servitorul lui Cerimon
- Leonine — servitoarea Dionyza-ei
- Un mareșal
- Un pandar (bărbat, proprietar al unui bordel)
- Boult — servitorul pandar-ului
- Fiica lui Antioch
- Dionyza — soția lui Cleon
- Thaisa — fiica lui Simonides, soția lui Pericle
- Marina — fiica lui Pericles și Thaisa
- Lychorida — îngrijitoarea Marinei
- O bawd (femeie, proprietară al unui bordel)
- Diana
- John Gower în chip de cor
- Lorzi, cavaleri, domni, marinari, pirați, pescari și mesageri